# Hennessey Venom GT
Hennessey Venom GT je vysoce výkonný sportovní vůz vyráběný společností Hennessey Performance Engineering. Vůz je založen na vozech  Lotus Elise/Exige. 

## Rychlostní rekordy
21. ledna 2013 se vůz zapsal do Guinnessovy knihy rekordů jako nejrychlejší silniční auto v kategorii zrychlení z 0 na 300 km/h s časem 13,63 sekund. Auto také neoficiálně překonalo rekord Koenigseggu Agera R ve zrychlení z 0 na 200 km/h, což z něj činí neoficiální nejrychleji zrychlující silniční vůz na světě.
3. dubna 2013 Hennessey Venom GT dosáhl rychlosti 427,6 km/h na 3,5 kilometrů dlouhé trati během testování v Naval Air Station Lemoore v Kalifornii.
14. února 2014 vůz na 5,2 kilometrů dlouhé přistávací dráze raketoplánů Kennedyho vesmírného centra na Floridě dosáhl rychlosti 435,3 km/h. Jelikož jízda probíhala pouze jedním směrem a do dnešního dne bylo vyrobeno pouze 13 kusů Venom GT (k zapsání do Guinnessovy knihy rekordů musí být vyrobeno minimálně 30 automobilů), není vůz v Guinnessově knize rekordů uveden jako nejrychlejší vůz světa. Řidič Brian Smith uvedl, že by vůz klidně mohl být i ještě rychlejší, kdyby byla dráha delší.
25. března 2016 dosáhl Hennessey Venom GT Spyder nejvyšší rychlosti 427,4 km/h v Naval Air Station Lemoore u příležitosti 25. výročí společnosti Hennessey. Stal se tak nejrychlejším silničním otevřeným vozem, opět ale neoficiálně, pouze potvrzen nezávislou společností Racelogic. V květnu 2016 společnost Hennessey odhalila, že kvůli problémům s jedním ze tří vysokokapacitních palivových čerpadel byl vůz asi o 300 koní slabší. Normálně sedmilitrový motor V8 Spyderu produkuje 1451 koní (1082 kW).

## Specifikace

### Šasi
Venom GT používá silně upravené šasi Lotusu Elise/Exige. Výrobce uvádí, že z Exige pochází střecha, dveře, boční skla, čelní sklo, kokpit, podlaha, systém HVAC, stěrače a světlomety. Pro použití na silnici je vůz registrován jako upravený Lotus Exige a nejedná se o sériově vyráběné auto.
Venom GT má pohotovostní hmotnost 1244 kilogramů, čehož bylo dosáhnuto pomocí karoserie a kol z karbonových vláken. Brzdy dodala společnost Brembo. 

### Hnací ústrojí

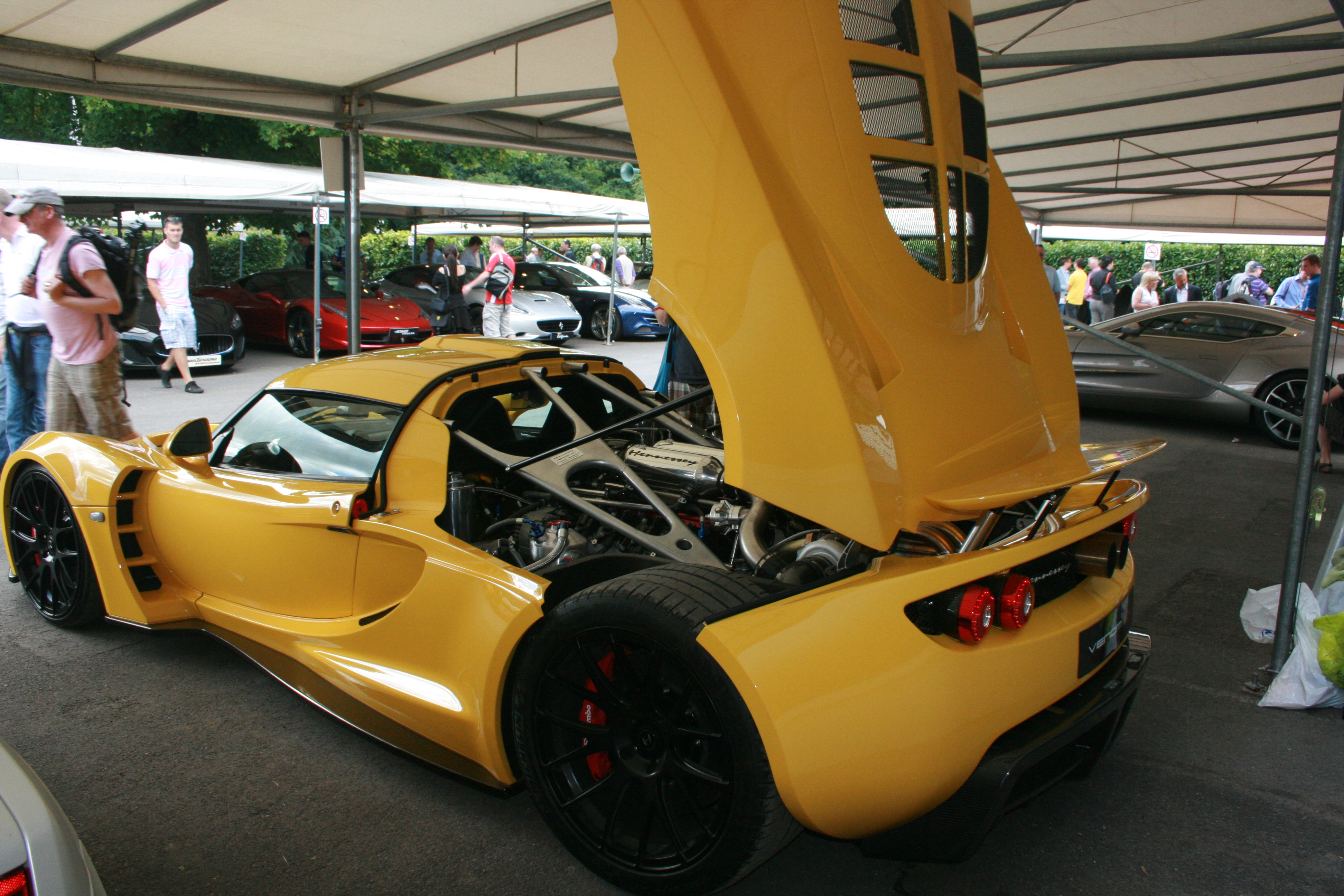
Pohled zezadu odhalující motor.

Venom GT je poháněn twin-turbo sedmilitrovým motorem GM LSX V8. Motor zahrnuje specifické konstrukční prvky, jako jsou zesílené vnitřní komponenty a dodatečné hliníkové šrouby. Motor má výkon 1244 koní (928 kW) při 6600 ot/min a 1566 N⋅m točivého momentu při 4400 ot/min. Výkon motoru lze nastavit na tři varianty: 800 koní, 1000 koní a 1200 koní. Motor zvládne točit max. 7200 ot/min. 
Motor umístěn uprostřed pohání zadní kola. Převodovka je manuální šestistupňová značky Ricardo - stejná byla použita v Fordu GT.
Výkon řídí programovatelná kontrola trakce. Za měnících se podmínek na silnici i na závodišti se aktivuje aero systém s nastavitelným zadním křídlem. Nastavitelný systém odpružení umožňuje nastavení výšky podvozku o 61 mm podle rychlosti a jízdních podmínek. Vůz je vybaven pneumatikami Michelin Pilot Sport 2. 

## Venom GT Spyder
Venom GT Spyder je otevřená verze Venomu GT. Byla vytvořena na popud frontmana skupiny Aerosmith, Stevena Tylera, který si v roce 2011 objednal Venom GT a požádal Hennessey o otevřenou verzi. Změna zahrnovala strukturální změny, které přidaly 14 kilogramů na pohotovostní hmotnosti. Tylerův vůz byl prvním z produkce pěti vozů naplánovaných na modelový rok 2013. Vůz byl později roku 2017 prodán během aukce v Arizoně za 800 000 dolarů.
V modelovém roce 2016 Spyder dostal 207 koní navíc, což dostalo výkon na 1451 koní. 
Produkce Spyderu byla omezena na pět kusů a jeden speciální "Final edition" Spyder, čímž se celkový počet vozů zvýšil na 6. 

## Venom GT "World's Fastest Edition" (2014)
Venom GT "World's Fastest Edition“ je speciální verze kupé omezená na 3 kusy. Model připomíná zapsání do Guinnessovy knihy rekordů za zrychlení z 0 na 300 km/h. 
Vozidlo bylo v prodeji za 1,25 milionů dolarů. Všechny tři kusy byly prodány zákazníkům krátce poté, co výrobce oznámil jejich výrobu.

## Venom GT "Final Edition" (2017)
Venom GT "Final Edition" je jediný speciální kus Spyderu oslavující šestiletou výrobu Venomu GT a konce produkce. Výkon motoru zůstal stejný, ale pohotovostní hmotnost byla snížena o 4 kilogramy. Vůz je nalakován speciální modrou barvou "Glacier Blue" s dvěma bílými pruhy. Vozidlo bylo prodáno ještě před oficiálním představením za 1,2 milionů dolarů.

## Nástupce
Hennessey Venom GT bylo nahrazeno vozidlem  Hennessey Venom F5, které bylo představeno v listopadu 2017; na rozdíl od svého předchůdce jde o sériově vyráběné auto postavené zcela od základů, včetně podvozku a motoru.